# Sergej Volkonskij
Sergej Grigorjevitj Volkonskij (ryska: Сергей Григорьевич Волконский), född 19 december (gamla stilen: 8 december) 1788 i Moskva, död 10 december (28 november) 1865, var en rysk general och dekabrist. Han var gift med Maria Volkonskaja.
Volkonskij deltog i fälttågen efter 1807 och utnämndes 1816 till general, men tog avsked från krigstjänsten 1819 och kom i nära kontakt med Pavel Pestel. Han deltog i militärrevolten den 14 december 1825, häktades och dömdes till förvisning på livstid till Sibirien. Efter Alexander II:s tronbestigning fick han amnesti, men stod fortfarande under polisuppsikt. Hans memoarer, Zapiski utgavs 1901 av sonen (tysk översättning 1905).